# I Don't Dance
"I Don't Dance" là bài hát trong bộ phim High School Musical 2 và trong High School Musical 2 Soundtrack. Bài hát do Corbin Bleu và Lucas Grabeel hát trong lúc chơi bóng chày

## Phiên bản Remix
Đây là các phiên bản remix:
- Mix bài gốc – Troy & Ryan (Zac Efron và Lucas Grabeel)
- Phiên bản trong đĩa Soundtrack
- Remix – với Miley Cyrus.